# Розенгартовка
Розенга́ртовка (рос. Розенгартовка) — селище у складі Бікінського району Хабаровського краю, Росія. Входить до складу Лермонтовського сільського поселення.

## Населення
Населення — 203 особи (2010; 274 у 2002).
Національний склад (станом на 2002 рік):
- росіяни — 91 %